# Barra Funda (kommun i Brasilien)
Barra Funda är en kommun i Brasilien.   Den ligger i delstaten Rio Grande do Sul, i den södra delen av landet, 1 400 km söder om huvudstaden Brasília. Antalet invånare är 2 367.
Trakten runt Barra Funda består till största delen av jordbruksmark. Runt Barra Funda är det ganska tätbefolkat, med 67 invånare per kvadratkilometer.